# Семейный капитал (Беларусь)
Семейный капитал (бел. Сямейны капітал) — форма государственной поддержки многодетных семей в Беларуси. Эта поддержка оказывается с 1 января 2015 года при рождении третьего или последующего ребёнка в семье, но не более одного раза. Изначально семейный капитал можно было потратить только по достижении ребёнком совершеннолетия, на которого был получен данный капитал, но с 2020 года было разрешено тратить его досрочно.

## Введение и реформирование семейного капитала
Согласно Указу Президента Республики Беларусь от 9 декабря 2014 года № 572 «О дополнительных мерах государственной поддержки семей, воспитывающих детей» была введена программа семейного капитала для семей при рождении в 2015—2019 годах третьего или последующего ребёнка (но не более одного раза) в сумме 10 тысяч долларов, которые можно потратить только по достижении ребёнком совершеннолетия, на которого был получен данный капитал, и, в форс-мажорных обстоятельствах, досрочно (с 2020 года круг обстоятельств для досрочного применения семейного капитала был расширен; см. ниже). Впоследствии правительство и профильные министерства принимали нормативно-правовые акты по реализации указа. Возможность открытия валютных депозитов для хранения семейного капитала была ограничена одним банком (государственный «Беларусбанк»). Введение семейного капитала иногда оценивается как популистское мероприятие перед президентскими выборами 2015 года.
В 2018 году премьер-министр Сергей Румас предложил продлить и реформировать систему семейного капитала. 18 сентября 2019 года был принят указ Президента Республики Беларусь № 345 «О семейном капитале», которым действие программы было распространено на 2020—2024 годы и внесён ряд уточнений в первоначальный указ (в частности, вместо 10 тысяч долларов семьям начали начислять по 22,5 тысячи белорусских рублей — около 10 тысяч долларов).

## Практическая реализация
По состоянию на 1 июня 2021 года общее количество получателей семейного капитала составило 99 735 отдельных депозитов (открытые в 2015—2019 годах — в долларах США, открытые с 2020 года — в белорусских рублях), при этом ежемесячно открывается по 1,3 тысячи депозитов. Общая сумма депозитов на счетах составила 824 млн долларов (82 399 депозитов) и 393,7 миллиона рублей (17 336 депозитов). С 2020 года семейный капитал начал рассчитываться в белорусских рублях вместо долларов, а также была введена ежегодная индексация на величину индекса потребительских цен за предыдущий год: в 2020 году его размер составил 22,5 тысячи белорусских рублей, в 2021 году составляет 23 737,5 рубля. Из-за падения курса белорусского рубля в 2020 году размер одного семейного капитала к 1 июля 2020 года упал до 9300 долларов в эквиваленте (1 января он составлял 10 670 долларов), к 1 сентября — до 8600 долларов.
Долговременные депозиты семейного капитала, хранящиеся в государственном «Беларусбанке» и управляемые Банком развития Республики Беларусь, являются значимым источником средств для инвестиционных проектов: только в 2015—2016 годах эти средства были использованы для покупки трёх новых самолётов государственной авиакомпанией Белавиа, модернизации дорожной инфраструктуры и развития Белорусской железной дороги.

### Досрочное использование
С 1 января 2020 года получателям семейного капитала было разрешено тратить его досрочно на отдельные нужды (улучшение жилищных условий, получение образования, медицинские услуги в государственных медучреждениях), если заявку одобрят местный исполком и врачебно-консультационная комиссия (для медицинских нужд). За первые шесть месяцев действия досрочного использования семейного капитала около 20 % семей начали использовать его досрочно (94 % — на улучшение жилищных условий, по 3 % — на образование и медицинские услуги). Чаще всего возможностью досрочного использования семейного капитала пользовались в Брестской области (более чем вдвое чаще, чем в Витебской или Могилёвской областях), являющаяся самой многодетной областью республики (22,5 тыс. из общереспубликанского показателя в 108 тыс.). К 1 июня 2021 года было принято 34 568 решений о досрочном использовании средств семейного капитала, из которых 89 % семей потратили средства на улучшение жилищных условий, 5 % — образовательные услуги и 6 % — на получение медицинских услуг.
Известны случаи отказов местных исполкомов и врачебных комиссий в досрочной выплате семейного капитала и судебных разбирательств в связи с отказами.

## Влияние на рождаемость
| Год                               | 2010    | 2011    | 2012    | 2013    | 2014    | 2015    | 2016    | 2017      | 2018    | 2019    | 2020    |
| --------------------------------- | ------- | ------- | ------- | ------- | ------- | ------- | ------- | --------- | ------- | ------- | ------- |
| Родилось за год                   | 108 050 | 109 147 | 115 893 | 117 997 | 118 534 | 119 028 | 117 779 | 102 556   | 94 042  | 87 602  | 82 124  |
| Δ                                 | ▼ −1213 | ▲ +1097 | ▲ +6746 | ▲ +2004 | ▲ +537  | ▲ +494  | ▼ −1249 | ▼ −15 223 | ▼ −8514 | ▼ −6440 | ▼ −5478 |
| Рождаемость                       | 11,4    | 11,53   | 12,25   | 12,5    | 12,5    | 12,5    | 12,4    | 10,8      | 9,9     | 9,3     |         |
| Суммарный коэффициент рождаемости | 1,494   | 1,515   | 1,62    | 1,668   | 1,696   | 1,724   | 1,733   | 1,545     | 1,448   | 1,388   |         |

В 2016 году Министр труда и социальной защиты Республики Беларусь Марианна Щёткина заявляла о том, что введение семейного капитала стимулировало рождаемость. Однако независимые эксперты оценили её заявление как чересчур поспешное. В 2019 году схожее заявление сделал премьер-министр Сергей Румас. При этом статистика, напротив, фиксирует спад рождаемости начиная с 2016 года, а по итогам 2019 года суммарный коэффициент рождаемости снизился до 1,388 — самого низкого показателя с 1995 года, а число новорождённых стало самым низким со времён окончания Великой Отечественной войны.
А. Болточко (экономист): «Боюсь, что материальное стимулирование рождения детей может привести к тому, что люди станут видеть в детях некую инвестицию для получения семейного капитала»
В статье независимого исследовательского центра ИПМ (2019 год) весь комплекс государственных мер по поддержке рождаемости 2000—2010-х годов оценивается как имевший ограниченный эффект. При этом в городах рост численности родившихся вторых, третьих и последующих детей связывается в первую очередь с программами активного жилищного строительства конца 2000-х годов, а в сельской местности аналогичный прирост был вызван в первую очередь денежными пособиями, которые оказались «альтернативой низкооплачиваемой занятости женщин в сельской местности и малых городах».
Н. Щербина (экономист, демограф): «Меры активного таргетирования рождаемости хотя и обеспечили краткосрочный прирост рождаемости, но создали «ловушку» для
долгосрочных демографических перспектив. Зависимость от социальных трансфертов, финансовая неустойчивость одних семей и нереализованные возможности других предопределили разворот тенденций рождаемости после 2016 г.»
По данным Белстата, в первые два года после введения семейного капитала продолжился рост численности детей, родившихся третьими, четвёртыми и далее (начался в начале-середине 2000-х годов), после чего начался спад их численности. При этом численность ежегодно рождавшихся третьих и последующих детей осталась небольшой по сравнению с общей численностью родившихся детей:
| Год            | 2010   | 2011     | 2012     | 2013     | 2014     | 2015     | 2016     | 2017     | 2018     | 2019     |
| -------------- | ------ | -------- | -------- | -------- | -------- | -------- | -------- | -------- | -------- | -------- |
| первенцы       | 56 521 | ↘ 55 577 | ↗ 58 661 | ↘ 55 954 | ↘ 54 366 | ↘ 50 923 | ↘ 48 529 | ↘ 41 244 | ↘ 36 818 | ↘ 33 920 |
| вторые         | 39 038 | ↗ 40 281 | ↗ 42 979 | ↗ 45 817 | ↗ 46 877 | ↗ 48 151 | ↘ 47 027 | ↘ 40 521 | ↘ 37 078 | ↘ 33 558 |
| третьи         | 9 230  | ↗ 9 995  | ↗ 10 644 | ↗ 12 331 | ↗ 12 931 | ↗ 14 977 | ↗ 16 647 | ↘ 15 114 | ↘ 14 492 | ↘ 14 240 |
| четвёртые      | 2 034  | ↗ 2 096  | ↗ 2 366  | ↗ 2 593  | ↗ 2 970  | ↗ 3 336  | ↗ 3 773  | ↗ 3 880  | ↘ 3 749  | ↗ 3 843  |
| пятые          | 768    | ↘ 761    | ↘ 755    | ↗ 799    | ↗ 841    | ↗ 1 054  | ↗ 1 129  | ↗ 1 159  | ↘ 1 156  | ↗ 1 287  |
| шестые и далее | 452    | ↘ 437    | ↗ 488    | ↗ 503    | ↗ 549    | ↗ 587    | ↗ 674    | ↘ 638    | ↗ 749    | ↗ 754    |